# Warsill
Warsill – osada i civil parish w Anglii, w North Yorkshire, w dystrykcie (unitary authority) North Yorkshire. W 2001 osada liczyła 64 mieszkańców.